# Giovanni Vitelleschi
Giovanni Vitelleschi (Corneto, 1395 - Roma, 2 de abril de 1440) foi um cardeal do século XV.

## Biografia
Nasceu em Corneto em Por volta de 1395. De uma família nobre. Filho de Bartolomeo Vitelleschi. Seu primeiro nome também está listado como Gianvitello e como Giovanni Maria. Tio do Pseudocardeal Bartolomeo Vitelleschi (1444). Ele foi chamado de Cardeal de Florença.ref 
Aprimorou sua educação sob a proteção do Papa Martinho V. Estudou Direito. Obteve o título de médico decretum em fevereiro de 1418.
Recebeu o treinamento militar ainda jovem com o condottiere Angelo Broglio, conhecido como Tartaglia da Lavello, que era o senhor i>de facto de Toscanella (Toscânia) e governador do Patrimônio desde 1416 pelo Papa João XXIII. Como agente de Tartaglia, em 1417 foi enviado para negociar com o antipapa Bento XIII; entretanto, no ano seguinte, ele obteve um passaporte de Martinho V, justamente quando o líder estava se reconciliando com o novo papa de Roma. Broglio, de fato, trouxe Corneto de volta à obediência romana em 1420 - também graças ao apoio da família Vitelleschi - e de outras cidades de Tuscia. Posteriormente, ingressou no estado eclesiástico. Protonotário apostólico no pontificado do Papa Martinho V. Em 27 de junho de 1420 foi nomeado protonotário apostólico. Em 25 de outubro de 1420, foi nomeado capitão da fortaleza de Bolonha.
Eleito bispo de Recanati e Macerata, em 16 de abril de 1431. Consagrado (nenhuma informação encontrada). Comissário papal em Roma, maio de 1431. Comissário papal na província do Patrimônio, dezembro de 1431. Governador de Marchas em abril de 1432. Enviado a Roma pelo Papa Eugênio IV em outubro de 1434 para reprimir a rebelião que havia estabelecido uma república e perseguido o papa fora da cidade; ele restaurou a cidade ao controle papal. Nomeado patriarca titular de Alexandria, 21 de fevereiro de 1435; ele manteve o patriarcado até sua morte; manteve a sé de Recanati em comenda . Ele derrotou Giacomo di Vico em outubro de 1435 e executou-o; mais tarde, ele lutou contra os Savellis e os Colonnas. Nomeado arcebispo de Florença em 12 de outubro de 1435; ocupou a sé até sua promoção ao cardinalato. Colocado à frente das tropas papais, ele restaurou a ordem nos Estados Papais; em 18 de agosto de 1436, tomou Palestrina, fortaleza que pertencia aos Colonnas, inimigos do Papa Eugênio IV; ele destruiu a fortaleza na primavera seguinte; entrou em Roma com honras e recebeu o título de terceiro pai da cidade (depois de Rômulo e César Augusto); mais tarde, lutou contra o príncipe de Tarento, Antonio Orsini.
Criado cardeal sacerdote no consistório de 9 de agosto de 1437 com o título de S. Lorenzo in Lucina. Recebeu em comenda a diocese de Trau, na Dalmácia , em 9 de agosto de 1437; manteve o cargo até sua morte. Arcipreste da basílica patriarcal da Libéria no início de 1439. Em abril de 1439, ele tomou Zagarolo dos Colonnas; e mais tarde, Foligno dos Savellis. Legado e governador de Roma; foi severo e até cruel na repressão de delitos e crimes. Em Corneto construiu um magnífico palácio, onde possuía uma valiosa biblioteca. O papa ficou com medo e desconfiado do cardeal Vitelleschi; e os florentinos, desconfiados dele, observavam atentamente sua correspondência; finalmente, o papa decidiu prender o cardeal. Em 19 de março de 1440, em Roma, após ter revisto suas tropas, foi emboscado e levado ao Castelo Sant'Angelo por Antonio Rido, comandante do castelo (1) ; durante a captura, foi ferido ao tentar se defender; alguns dias depois, ele morreu devido aos ferimentos.
Morreu em Roma em 2 de abril de 1440, Castello Sant'Angelo , Roma. Sepultado na igreja de S. Maria sopra Minerva. Em 1º de março de 1441, o Papa Eugênio IV emitiu uma bula de absolvição em favor de seu agressor, admitindo que a morte do cardeal foi resultado natural de seus ferimentos e não efeito de veneno. No ano jubilar de 1450, o Papa Nicolau V permitiu a transferência dos seus restos mortais para a catedral de Corneto; depois, em 1452, seu corpo foi transferido para aquela catedral por seu sobrinho Bartolomeo, então bispo de Corneto e seu braço direito no governo temporal e espiritual.